# Muamer Vugdalić
Muamer Vugdalić (Ljubljana, 25 augustus 1977) is een Sloveens voormalig voetballer en coach die speelde als verdediger.

## Carrière
Vugdalić speelde van 1994 tot 1998 voor Olimpija Ljubljana, daarna speelde hij voor NK Maribor waarmee hij landskampioen werd in 1999, 2000, 2001, 2002 en 2003. Tussendoor speelde hij nog kort voor Shakhtar Donetsk, daarna volgde nog NK Domžale. In 2005 tekende hij een contract bij AEL Limassol, hij speelde er maar een seizoen en verhuisde naar Niki Volos FC. In 2007 speelde hij kort voor Interblock Ljubljana om datzelfde jaar nog te tekenen bij Željezničar Sarajevo. Nadien speelde hij nog voor Olimpija Ljubljana en NK Bela Krajina alvorens te stoppen in 2010.
Hij speelde 27 interlands voor Slovenië waarmee hij deelnam aan het WK voetbal 2002.
Na zijn spelerscarrière werd hij jeugdtrainer bij NK Maribor en na het behalen van zijn trainerslicentie werd hij in 2019 hoofdcoach van NK Radomlje en nadien van NK Drava Ptuj maar hij werd in 2020 ontslagen. In juni 2021 ging hij aan de slag als coach van de U15 van Slovenië.

## Erelijst
- NK Maribor
  - Landskampioen: 1999, 2000, 2001, 2002, 2003
  - Sloveense voetbalbeker: 1999

1 Simeunovič ·
2 Sankovič ·
3 Milinovič ·
4 Vugdalić ·
5 Galič ·
6 Knavs ·
7 Novak ·
8 A. Čeh  ·
9 Osterc ·
10 Zahovič ·
11 Pavlin ·
12 Dabanovič ·
13 Rudonja ·
14 Gajser ·
15 Tavčar ·
16 Tiganj ·
17 Pavlović ·
18 Ačimovič ·
19 Karič ·
20 N. Čeh ·
21 Cimirotič ·
22 Nemec ·
23 Bulajič ·
Coach: Katanec